# Materialseilbahn Feldmoos–Chli Titlis
Die Materialseilbahn Feldmoos–Chli Titlis war eine 1979 in 9-monatiger Bauzeit vom Unternehmen Habegger aus Thun für den Aufbau einer Fernmelde-Mehrzweckanlage auf dem Titlis errichtete Materialseilbahn, welche neben den Transport von Baumaterialien mit einem Gewicht von bis zu 3,8 Tonnen auch für die Beförderung von bis zu 20 Personen genutzt werden konnte. Nach Fertigstellung der Fernmelde-Mehrzweckanlage auf dem Titlis wurde die Anlage 1986 demontiert.

## Technische Daten
Die Seilbahn verfügte über 5 Stützen und hatte eine gesamte schräge Länge von 4675 Metern. Das Tragseil lag nur auf vier Stützen auf, die oberste Stütze bei der Bergstation wurde nur für das Retourseil (des Zugseils) benötigt, damit dieses wegen des langen obersten Spannfelds und entsprechend grossem Durchhang nicht mit dem Tragseil kollidieren konnte. Herausragendstes Merkmal dieser Seilbahn war das längste je bei einer Luftseilbahn realisierte Spannfeld mit einer Länge von 3467,1 Metern. Für dieses Spannfeld verlangte das eidgenössische Luftfahramt eine besondere Kennzeichnung: Alle 100 Meter war ein Flugwarnkegel und alle 500 Meter eine Flugsicherheitslampe vorgesehen. Deren Stromversorgung erfolgte zuerst über einen akkugepufferten Windgenerator, der aber technische Probleme bereitete. Im Januar 1983 wurde stattdessen für die Flugsicherheitslampen das damals längste, freihängende Elektrokabel Europas (3400 m) mit Stromversorgung vom Titlis aus montiert. Die beiden Tragseile der Bahn hatten 46 mm, das Zugseil 38 mm Durchmesser.
Die Materialseilbahn Feldmoos–Chli Titlis, die während der gesamten Betriebszeit im Besitz von Habegger blieb, besass nur ein einziges Fahrzeug. Der Antrieb erfolgte mit einem nach Ward-Leonard gespeisten Gleichstrommotor mit 301 kW Leistung in der Talstation. Die maximale Fahrgeschwindigkeit der Bahn betrug 6 m/s bis 10 m/s.
- Höhe Talstation: 1599,8 m ü. M.
- Höhe Bergstation: 3026,65 m ü. M.
- Horizontaler Abstand der Stationen: 4326,65 m
- Höhendifferenz: 1429,9 m
- Effektive Länge schräg: 4675,1 m
- Mittlere Neigung: 33 %
- Maximale Neigung: 80,5 %
- Anzahl Stützen: 4 (Rückseil 5)
- Maximale Stützenhöhe: 37,6 m
- Grösstes Spannfeld: 3476,2 m (oberstes)
- Maximale Fahrgeschwindigkeit: 10 m/s
- Tragseil Durchmesser: 2× 46 mm
- Zugseil Durchmesser: 38 mm
- Antrieb: Gleichstrommotor, Speisung über Ward-Leonard-Umformer
- Nennleistung Antrieb: 301 kW (max. 515 kW)

## Koordinaten
- Bergstation: 675360 / 180342Koordinaten: 46° 46′ 12″ N, 8° 25′ 31″ O; CH1903: 675360 / 180342[1]
- Fernmeldeanlage: 675402 / 180405
- Feldmoos: 672750 / 176851